# Gonzalo Aja
Gonzalo Aja Barquín (Matienzo, Cantabria, 13 de julho de 1946) foi um ex ciclista espanhol, que foi profissional entre 1970 e 1979.

## Biografia
Os inícios de Aja no ciclismo foram na equipa de aficionado «Horno San José», onde permaneceu duas temporadas. O salto ao profissionalismo foi na equipa «Karpy», onde se encontra com Julio San Emeterio (definido pelo mesmo como seu melhor director de equipa), e no que estaria três temporadas. Uma de seus melhores fitas foi coroar o Mont Ventoux, no Tour de France, além de um triunfo na Subida a Arrate.
Em 1973 alinhou pela equipa Kas onde esteve três temporadas, onde viveu os seus melhores sucessos como profissional. Em 1974, ganhou duas etapas da Volta à Suíça, entre elas a rainha com três portos acima dos 2000 metros de altitude. Em dito Tour de France foi a grande revelação e um dos favoritos a julgamento de críticos e participantes. Segundo classificado durante sete jornadas, até que uma «mais que suspeita queda» (na qual um Belga —não da equipa do líder— lhe envistiu de trás), na etapa de montanha que terminou em Saint Lary, a falta de cinco dias para a finalização, lhe relegou ao 5º posto na Geral da dita etapa era chave já que terminava em montanha e estava a tão só 1,30 minutos de Merckx. Após a prova Francesa participou, em mais de uma trintena de Criteriums pós-Tour. Neste ano fica 3º na subida a Arrate, 5º no Tour de France, 6º na volta à Suíça e 33º no Giro d'Italia.
Em 1975 faz 2º na clássica a Sabiñánigo, 5º na subida a Arrate, 5º no campeonato da Espanha e 5º na volta a Cantabria.
Em 1976 alinha pela equipa «Teka», reencontrando-se com Julio San Emeterio e permanecendo durante duas temporadas. Nelas ganha a Volta a Levante e faz 2º na Semana Catalã, 7º no campeonato da Espanha e 14º na volta a Espanha.
Em 1977 ganha a clássica de Santoña e fica 3º no campeonato da Espanha de montanha, 5º na volta a Astúrias, 14º no Tour de France e 16º no Giro a Itália.
Em 1978 alinhou pela equipa «Novostil-Helios», fazendo 4º na Semana Catalã, 7º no País Basco e Volta a Cantabria, além de fazer 9º na Volta a Espanha. Nesta equipa permaneceu durante duas temporadas.

## Palmarés
1971
- Volta a Cantabria

1972
- Subida a Arrate

1974
- Clássica de Santoña
- 1 etapa da Volta à Suíça

1976
- Volta a Levante

1977
- Clássica de Santoña
- 3º no Campeonato da Espanha de Montanha